# John Herzfeld
John Herzfeld (Newark, 15 aprile 1947) è un regista, sceneggiatore e attore statunitense.

## Biografia
Herzfeld nasce a Newark, nel New Jersey, da Henry e Lois Herzfeld. Il padre, eroe decorato con la Bronze Star Medal per aver partecipato alla Seconda guerra mondiale, ha una forte passione per il cinema, il teatro ed il balleto, che trasmette al figlio. Miglior allievo della University of Memphis, si trasferisce all'Università di Miami, dove è compagno di stanza di Sylvester Stallone, prima di partire per girare il mondo in un anno. Al suo ritorno a New York inizia la carriera cinematografica come attore, regista e sceneggiatore.

## Filmografia parziale

### Regista
- Horses – cortometraggio (1970)[3]
- ABC Afterschool Specials – serie TV, 2 episodio (1980-1981)
- Due come noi (Two of a Kind) (1983)
- Daddy - Un padre ragazzo (Daddy) – film TV (1987)
- Delitto al Central Park (The Preppie Murder) (1989)
- Due giorni senza respiro (2 Days in the Valley) (1996)
- Don King - Una storia tutta americana (Don King: Only in America) (1997)
- 15 minuti - Follia omicida a New York (15 Minutes) (2001)
- Bobby Z - Il signore della droga (The Death and Life of Bobby Z) (2007)
- Inferno: The Making of 'The Expendables' – documentario TV (2010)
- Reach Me - La strada del successo (Reach Me) (2014)
- Escape Plan 3 - L'ultima sfida (Escape Plan: The Extractors) (2019)

### Sceneggiatore
- ABC Afterschool Specials – serie TV, episodio 9x04 (1980)
- Splendore nell'erba (Splendor in the Grass), regia di Richard Sarafian (1981)
- Due come noi (Two of a Kind), regia di John Herzfeld (1983)
- Delitto al Central Park (The Preppie Murder), regia di John Herzfeld (1989)
- Doctor Doctor – serie TV, episodio 3x11 (1990)
- Due giorni senza respiro (2 Days in the Valley), regia di John Herzfeld (1996)
- 15 minuti - Follia omicida a New York (15 Minutes), regia di John Herzfeld (2001)
- Inferno: The Making of 'The Expendables' – documentario TV, regia di John Herzfeld (2010)
- Reach Me - La strada del successo (Reach Me), regia di John Herzfeld (2014)
- Escape Plan 3 - L'ultima sfida (Escape Plan: The Extractors), regia di John Herzfeld (2019)

### Attore
- Il giustiziere della notte (Death Wish), regia di Michael Winner (1974)
- Cannonball, regia di Paul Bartel (1976)
- Starsky & Hutch – serie TV, episodio 4x12 (1978)
- ABC Afterschool Specials – serie TV, episodio 9x04 (1980)
- Cobra, regia di George Pan Cosmatos (1986)
- Reach Me - La strada del successo (Reach Me), regia di John Herzfeld (2014)
- Sly, regia di Thom Zimny (2023)

### Produttore
- 15 minuti - Follia omicida a New York (15 Minutes), regia di John Herzfeld (2001)
- Punto d'origine (Point of Origin), regia di Newton Thomas Sigel (2002)
- Reach Me - La strada del successo (Reach Me), regia di John Herzfeld (2014)

### Direttore della fotografia
- Inferno: The Making of 'The Expendables' – documentario TV, regia di John Herzfeld (2010)

## Premi e riconoscimenti
- 1981 - Daytime Emmy Award
  - Vinto Miglior regista per un programma per bambini per l'episodio Stoned della serie TV ABC Afterschool Specials
  - Nomination al Miglior sceneggiatore per un programma per bambini per l'episodio Stoned della serie TV ABC Afterschool Specials
- 1998 - Directors Guild of America
  - Vinto Miglior regista per uno speciale drammatico per Don King - Una storia tutta americana
- 1998 - Premio Emmy
  - Vinto Miglior regista di una miniserie o film Tv per Don King - Una storia tutta americana
- 1983 - Razzie Awards
  - Nomination al Razzie Award al peggior regista per Due come noi
  - Nomination al Razzie Award alla peggior sceneggiatura per Due come noi